# Jack Thibeau
Jack Thibeau (nacido el 12 de junio de 1946) es un actor de cine y televisión estadounidense mejor conocido por interpretar al prisionero Clarence Anglin en la película de 1979 Escape from Alcatraz. Durante su carrera, apareció con frecuencia en otras películas protagonizadas por Clint Eastwood, como La pelea del siglo (1980), Impacto fulminante (1983) y Ciudad ardiente (1984).
Thibeau también interpretó varios personajes en películas como 48 Hrs. (1982), El hitcher (1986), Arma letal (1987) y Accion Jackson (1988). Además, Thibeau también apareció en series de televisión como Miami Vice y Sledge Hammer! y Los intocables Tv serie (1993), donde coprotagonizó a Bugs Moran en un papel recurrente.

## Filmografía
| Año  | Título                         | Rol                    | Notas          |
| ---- | ------------------------------ | ---------------------- | -------------- |
| 1979 | Apocalipsis ahora              | Soldado en trinchera   |                |
| 1979 | escapar de alcatraz            | Clarence Anglin        | Coprotagonista |
| 1979 | 1941                           | Asistente de Stilwell  |                |
| 1980 | De cualquier manera que puedas | Músculo de la cabeza   |                |
| 1981 | Sra. 45                        | hombre en la barra     |                |
| 1981 | Autopista Honky Tonk           | Convencionista         |                |
| 1982 | Texas                          | Entrenador Jackson     |                |
| 1982 | 48 Hrs.                        | detective              |                |
| 1983 | Enemistad mortal               | Stanton                |                |
| 1983 | Impacto repentino              | kruger                 |                |
| 1984 | Calor de la ciudad             | Soldado de garaje      |                |
| 1985 | Los niños no lo dicen          | donni                  |                |
| 1985 | El amor sigue vivo             | Mike Carver            |                |
| 1985 | Señal de advertencia           | Pisarczyk              |                |
| 1985 | calles de justicia             | 'Cero' McKenzie        |                |
| 1986 | El hitcher                     | Soldado prestone       |                |
| 1987 | Arma letal                     | Sargento Rick McCaskey |                |
| 1987 | cereza 2000                    | hombre rechoncho       |                |
| 1988 | acción jackson                 | detective kotterwell   |                |
| 1991 | Asesinato 101                  | Oficial (barricada)    |                |

### Televisión (seleccionada)
| Año  | Título                          | Rol                   | Notas           |
| ---- | ------------------------------- | --------------------- | --------------- |
| 1975 | Las calles de San Francisco     | Ralph cooper          |                 |
| 1984 | Remington Steele                | kelly stiles          |                 |
| 1985 | Hardcastle y McCormick          | Desconocido           |                 |
| 1985 | Alfred Hitchcock presenta       | joseph pug            |                 |
| 1985 | Robert Kennedy y su época       | Clyde Tolson          | Miniserie de TV |
| 1985 | Espantapájaros y Sra. Rey       | Benedicto             |                 |
| 1985 | El espacio de James A. Michener | Capitán Penscott      | Miniserie de TV |
| 1986 | Miami Vice                      | Teniente Ray Gilmore  | Escritor/Actor  |
| 1986 | Norte y Sur: Libro II           | Sr. morgan            | Miniserie de TV |
| 1986 | ¡Mazo!                          | John Kogan            |                 |
| 1987 | Matlock                         | Tommy O'Keefe         |                 |
| 1993 | Los Intocables                  | George 'Bichos' Moran | Escritor/Actor  |